# Pascent
Pasgen (Pascentius in latino e  Pascent in inglese; attorno al 406) regnò sul Buellt e sul Gwerthrynion.
Era il terzogenito maschio del re supremo britannico Vortigern.
Dopo la deposizione del padre, Pasgen e gli altri membri della sua famiglia raggiunsero un accordo con il nuovo sovrano, Ambrosio Aureliano, grazie al quale mantennero la maggior parte dei loro possedimenti. Pasgen fu poi riconosciuto come re del Buellt e del Gwerthrynion (nel Galles). 
Secondo la leggenda, egli si sarebbe poi ribellato ad Ambrosio, tentando per due volte di conquistare le isole britanniche con l'aiuto dei sassoni e degli irlandesi. 
Alla fine fu ucciso Uther Pendragon nella battaglia di Mynyw. Nonostante tutto ciò, al figlio fu permesso di mantenere il possesso sui regni e di stabilire la capitale (almeno sembra)a Caer-Beris, dove fondò una dinastia che sarebbe durata almeno fino all'VIII secolo.